# José Caixal
José Caixal y Estradé (El Vilosell, 9 de julio de 1803 – Roma, 26 de agosto de 1879) fue un prelado español, obispo de Urgel y copríncipe de Andorra desde 1853 hasta su fallecimiento.

## Biografía
Nació en El Vilosell (provincia de Lérida) en 1803. Se ordenó sacerdote y ejerció como profesor en la Universidad de Cervera y en el Seminario de Tarragona, donde fue nombrado canónigo de la Catedral de Santa Tecla de Tarragona en 1831.
El 5 de junio de 1853 fue preconizado obispo de Urgel. En esta diócesis promovió la predicación misionera, fundó el seminario diocesano y el Colegio de San Luis, con el propósito de facilitar el acceso al sacerdocio a jóvenes sin recursos.
En 1858, la reina Isabel II le concedió la Gran Cruz de la Orden de Isabel la Católica. Participó activamente en el Concilio Vaticano I, interviniendo en doce ocasiones. El papa Pío IX le nombró asistente al Solio Pontificio y le concedió el título de noble romano.
Fue también escritor prolífico y orador reconocido. Publicó obras como Veni-mecum, un diccionario para sacerdotes escrito en latín, y La lucha del alma con Dios, en colaboración con el carmelita Francisco Palau y Quer.
En 1871 fue elegido senador del Reino por Tarragona.
Durante la tercera guerra carlista, fue designado vicario general castrense por Don Carlos. Retornó a su diócesis cuando los carlistas ocuparon Seo de Urgel, pero fue hecho prisionero tras la toma de la ciudad por los alfonsinos en 1875. En calidad de prisionero de guerra fue enviado al castillo de Alicante, y luego desterrado a Roma con prohibición de regresar a España.
En Roma vivió en la pobreza, aunque siempre respaldado por el afecto del papa Pío IX y de León XIII, quien le envió su bendición en el lecho de muerte. Murió el 26 de agosto de 1879. Sus restos fueron finalmente trasladados y sepultados en la Capilla de San Armengol de la Catedral de Santa María de Urgel.

## Participación con Teresa Toda y Teresa Guasch

Fundadoras de la Congregación Hermanas Carmelitas Teresas de San José.

La dimensión espiritual y pastoral de Caixal tuvo una gran influencia en la vida y vocación de las venerables Teresa Toda Juncosa y su hija, Teresa Guasch Toda, fundadoras de la Congregación de las Hermanas Carmelitas Teresas de San José.
Cuando era canónigo en Tarragona, se convirtió en director espiritual de Teresa Toda, quien, tras la separación legal de su esposo por motivos de maltrato y abandono, decidió consagrarse a Dios. Con el consejo de Caixal, maduró el proyecto de fundar una congregación dedicada a la acogida de niñas huérfanas y pobres.
En 1863, Teresa Toda compartió el proyecto con su hija Teresa Guasch, y bajo la guía de Caixal comenzaron a preparar discretamente la futura congregación. En 1868, siendo ya obispo de Urgell, las animó a establecerse en Barcelona y, finalmente, en 1874 las urgió a iniciar oficialmente el instituto religioso.
Gracias al apoyo episcopal de Caixal, el 22 de febrero de 1878 se formó la primera comunidad religiosa. Las constituciones fueron aprobadas en 1883, año en que madre e hija profesaron como religiosas. La acción y discernimiento espiritual de Josep Caixal fue determinante en los orígenes de la congregación, que actualmente tiene presencia en Europa, América y África.

## Obras
- Lucha del alma con Dios, o Conferencias Espirituales... (1843), con el P. Francisco Palau.
- Veni-mecum pii sacerdotis (1856).